# Strophomenata
Classe
Les Strophomenata sont une classe fossile de Brachiopodes du sous-embranchement des Rhynchonelliformea.

## Systématique
Le nom valide complet (avec auteur) de ce taxon est Strophomenata Williams et al., 1996, publié en 1996 par Alwyn Williams, Sandra J. Carlson, Howard C. Brunton, Lars E. Holmer et Leonid Popov dans une nouvelle classification complète des Brachiopodes.

## Répartition
Les fossiles ont été datés du Cambrien (541,0 à 485,4 Ma), pour les plus anciens, au Franconien (501,0 à 485,4 Ma) pour les plus récents.

## Liste des ordres
Cette classe regroupe quatre ordres,,, :
- † Strophomenida Opik, 1934
- † Productida Sarycheva & Sokolskaya, 1959
- † Orthotetida Waagen, 1884
- † Billingsellida Schuchert, 1893
- ordre incertae sedis[1],[4] :
  - famille des Liosomeniidae Liang, 1990

## Publication originale
- (en) Alwyn Williams, Sandra J. Carlson, C. Howard C. Brunton, Lars E. Holmer et Leonid Popov, « A supra-ordinal classification of the Brachiopoda », Philosophical Transactions of the Royal Society B: Biological Sciences, Royal Society, vol. 351, no 1344,‎ 30 septembre 1996, p. 1171-1193 (ISSN 0962-8436 et 1471-2970, OCLC 01403239, DOI 10.1098/RSTB.1996.0101, lire en ligne).